# 卡拉斯區 (瓦伊拉斯省)

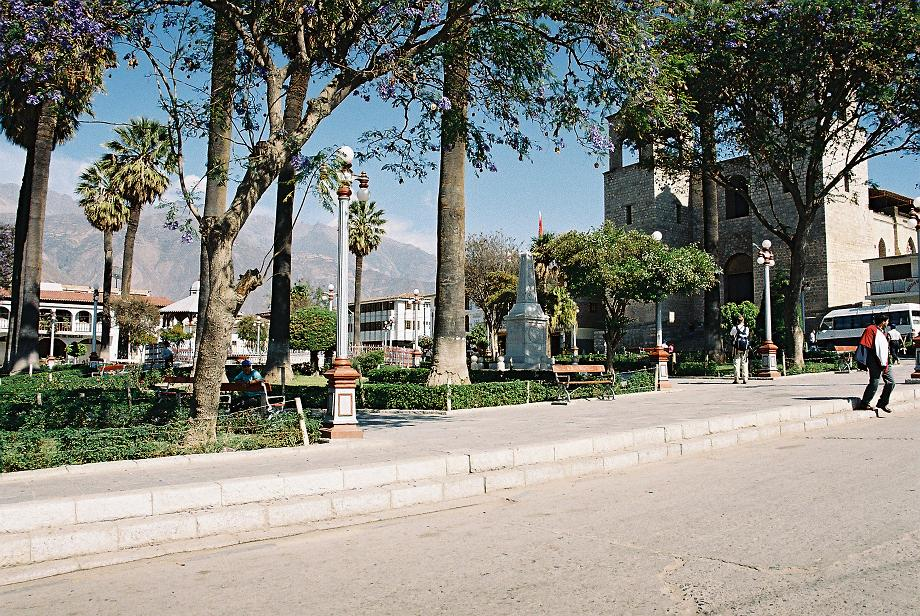

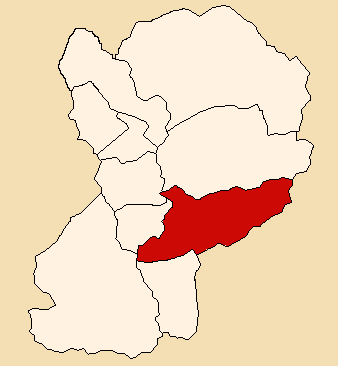

卡拉斯區（西班牙語：Distrito de Caraz），是秘魯的一個區，位於該國北部安卡什大區的瓦伊拉斯省，始建於1865年12月29日，面積246.52平方公里，海拔高度2,285米，2005年人口19,134，人口密度為每平方公里77.62人。